# Ileopeltus aberrans
Ileopeltus aberrans är en insektsart som beskrevs av Henry Fairfield Osborn 1923. Ileopeltus aberrans ingår i släktet Ileopeltus och familjen dvärgstritar. Inga underarter finns listade i Catalogue of Life.